# Higginsia kenyensis
Higginsia kenyensis är en svampdjursart som beskrevs av Gustavo Pulitzer-Finali 1993. Higginsia kenyensis ingår i släktet Higginsia och familjen Heteroxyidae. Inga underarter finns listade i Catalogue of Life.